# The Lover In Me
The Lover in Me es el noveno álbum de estudio de la cantante escocesa, Sheena Easton. Fue lanzado al mercado en el otoño de 1988 y marcó su debut con MCA Records. Alcanzó el #44 en Billboard 200 y el # 30 en el Reino Unido y fue disco de oro por la RIAA. Este ha sido uno de los álbumes más vendidos de Easton hasta el momento y la colocó nuevamente en las listas de éxitos de Estados Unidos y el Reino Unido.
El sencillo que dio título al álbum, se convirtió en uno de los principales hit, alcanzando el # 2 en los Billboard Hot 100, # 5 en la Billboard's Hot Black Singles y # 15 en la UK Singles Chart británica. Otros singles convertidos en éxitos fueron "Days Like This" (#35 en la US R&B, #43 en el Reino Unido) y "101" (RU #54, US Dance #2). "101" fue escrito para Easton por Prince. Un sencillo más fue lanzado en Estados Unidos; "No Deposit, No Return", pero no logró alcanzar las listas de éxitos.
La canción "Follow My Rainbow" se usó en el episodio (Deliver Us From Evil) de Miami Vice, donde Easton canta la canción en un concierto minutos antes de que ser asesinada en la serie. Esta canción fue # 16 en la lista de singles de Nueva Zelanda.
Este álbum tiene más sonido tipo Urban/R&B que las grabaciones anteriores, debido a la producción de los conocidos L.A. Reid, Babyface y John Jellybean Benitez. En 2006, Cherry Red Records (del Reino Unido) reeditaron el álbum con bonus tracks.

## Lista de canciones
- Lado uno:

1. "No Deposit, No Return" (Babyface, Kayo, L.A. Reid, Simmons) 5:55
2. "The Lover in Me" (Babyface, Reid, Simmons) 5:02
3. "Follow My Rainbow" (Babyface) 4:55
4. "Without You" (Winbush) 5:37
5. "If It's Meant to Last" (Danny Sembello, Allee Willis) 4:07

- Lado dos:

1. "Days Like This" (Van Morrison, Reid, Simmons) 5:07
2. "One Love" (Babyface, Reid) 4:54
3. "101" (Prince) 4:06
4. "Cool Love" (Prince) 4:03
5. "Fire and Rain" (Winbush) 5:56

Reedición 2006 bonus tracks incluidos:
1. "The Lover in Me" (versión extendida)
2. "Days Like This" (versión de 7 minutos)
3. "101" (Remix)
4. "No Deposit, No Return" (Edición radial)